# Редланд (Мериленд)
Редланд (енгл. Redland) насељено је место без административног статуса у америчкој савезној држави Мериленд.

## Демографија
По попису из 2010. године број становника је 17.242, што је 244 (1,4%) становника више него 2000. године.
| Група             | 2000.         | 2010.         |
| Белци             | 8.521 (50,1%) | 6.866 (39,8%) |
| Афроамериканци    | 2.677 (15,7%) | 2.652 (15,4%) |
| Азијати           | 2.709 (15,9%) | 2.904 (16,8%) |
| Хиспаноамериканци | 2.566 (15,1%) | 4.375 (25,4%) |
| Укупно            | 16.998        | 17.242        |